# Вулиця Володимира Рибака
Ву́лиця Володи́мира Рибака́ — вулиця в Дарницькому районі міста Києва, місцевості Червоний хутір, Харківський масив. Пролягає від вулиць Борової і Дениса Антіпова до вулиці Архітектора Вербицького.
Прилучаються Ташкентська вулиця, Харківське шосе, вулиці Горлівська і Кам'янська.

## Історія
Вулиця виникла в першій половині XX століття під назвою Мостова. 1955 року отримала назву Кронштадтська вулиця, на честь порту на острові Котлін у Балтійському морі, міста-фортеці — Кронштадт (Росія).
Сучасна назва на честь депутата Горлівської міської ради Донецької області від ВО «Батьківщина», що захищав честь українського прапора над Горлівкою під час російсько-української війни та був закатований російськими окупантами Володимира Рибака — з жовтня 2022 року.

## Транспорт
Через вулицю проходить маршрут маршрутного таксі № 529 (у напрямку житлового масиву Вигурівщина-Троєщина; в іншу сторону — Брацлавською вулицею) і трамвая № 29 (Червоний хутір — станція метро «Лісова»). Найближчі станції метро «Харківська», «Вирлиця», «Бориспільська».